# Tommaso Augello
Tommaso Augello (ur. 30 sierpnia 1994 w Mediolanie) – włoski piłkarz występujący na pozycji obrońcy we włoskim klubie Sampdoria. Wychowanek Cimiano, w trakcie swojej kariery grał także w takich zespołach jak Ponte San Pietro, Giana Erminio oraz Spezia.